# Miss Perfumado
Miss Perfumado és un àlbum de Cesária Évora, publicat l'any 1992. Va vendre més de 300.000 còpies arreu del món. Inclou una de les seves cançons més conegudes, "Sodade", composta per Amandio Cabral.

## Pistes
| Núm. | Títol                 | Composició                    | Durada |
| ---- | --------------------- | ----------------------------- | ------ |
| 1.   | «Sodade»              | Luis Morais, Amandio Cabral   | 4:51   |
| 2.   | «Bia»                 | B. Leza                       | 4:11   |
| 3.   | «Cumpade Ciznone»     | Manuel de Novas               | 3:14   |
| 4.   | «Direito Di Nasce»    | Manuel de Novas               | 4:40   |
| 5.   | «Luz Dum Estrela»     | Teófilo Chantre               | 4:24   |
| 6.   | «Angola»              | Ramiro Mendes                 | 4:28   |
| 7.   | «Miss Perfumado»      | B. Leza                       | 4:29   |
| 8.   | «Vida Tem Um So Vida» | Manuel de Novas, Dany Mariano | 5:36   |
| 9.   | «Morabeza»            | B. Leza                       | 4:21   |
| 10.  | «Recordaï»            | Teófilo Chantre               | 4:27   |
| 11.  | «Lua Nha Testemunha»  | B. Leza                       | 6:19   |
| 12.  | «Barbincor»           | Manuel de Novas               | 3:59   |
| 13.  | «Tortura»             | Teófilo Chantre               | 3:57   |

## Llistes de vendes
| Llista (1992)                         | Posició màxima |
| ------------------------------------- | -------------- |
| Llista de vendes del SNEP a França    | 42             |
| Llista de vendes a Bèlgica (Wallonie) | 152            |

## Certificats
| Regió                                            | Certificació | Unitats certificades / Vendes |
| ------------------------------------------------ | ------------ | ----------------------------- |
| França (SNEP)                                    | 2× Or        | 200.000+*                     |
| *xifra de vendes basada només en la certificació |              |                               |

## Senzills
| Títol    | Any  | Posició màxima |
| Títol    | Any  | FRA            |
| -------- | ---- | -------------- |
| "Sodade" | 1992 | 42             |